# Alfred Döblin-Medaille
Die Alfred Döblin-Medaille ist ein deutscher Literaturpreis, der seit 2015 von der Akademie der Wissenschaften und der Literatur in Mainz verliehen wird.
Es sollen Autoren für „erste vielversprechende Veröffentlichungen und ihr bisheriges gesamtes literarisches Wirken“ ausgezeichnet werden. Darüber hinaus hat der Preisträger ein Vorschlagsrecht für das Folgejahr, wobei die Akademie aus drei gemachten Vorschlägen einen neuen Preisträger auswählt. Der Name erinnert an Alfred Döblin als Mitbegründer der Mainzer Akademie, dem die Einrichtung einer Klasse der Literatur zu verdanken ist.
Der Preis ist mit 5000 Euro dotiert (Stand 2023). Grundlage ist eine testamentarische Stiftung des Ehepaars Georg und Margarete Martz.

## Preisträger
- 2015: Martin Kordić
- 2016: Matthias Nawrat
- 2017: Roman Ehrlich
- 2018: Julia Weber
- 2019: Theresia Enzensberger
- 2020: Cemile Sahin
- 2021: Karosh Taha sowie, als außerordentliche Medaille, postum an Semra Ertan
- 2022: Fabian Saul
- 2023: Ralph Tharayil
- 2024: Mina Hava
- 2025: Finn Job[1]